# Deniss Konõšev
Deniss Konõšev (* 24. März 1983 in Kohtla-Järve) ist ein ehemaliger estnischer Eishockeyspieler, der zwischen 2013 und 2018 für Spånga IS in der schwedischen Hockeytvåan spielte.

## Karriere
Deniss Konõšev begann seine Karriere als Eishockeyspieler bei Kohtla-Järve Central, wo er als 16-Jähriger in der Meistriliiga debütierte. Anschließend wechselte er zum HK Spartak Sankt Petersburg in die russische Wysschaja Liga, kehrte aber bereits nach einem Jahr zu seinem Stammverein zurück. In den folgenden Jahren spielte er im schnellen Wechsel in Belarus für den HK Brest, in der estnischen Heimat für Kohtla-Järve Viru Sputnik, den HC Panter Tallinn, mit dem er 2004 estnischer Meister wurde und die Tartu Big Diamonds, in Schweden für den Svegs IK, den AIK Härnösand, Tyringe SoSS und den Nynäshamns IF, mit dem er 2009 aus der Division 2 in die drittklassige Division 1 aufstieg. Nach knapp drei Jahren beim IF Vallentuna BK in der Division 1 unterbrach er seine Karriere 2012 für ein Jahr. Zwischen 2013 und 2018 spielt er beim Spånga IS in der schwedischen Division 2.

### International
Im Juniorenbereich nahm Konõšev für Estland an den U18-Weltmeisterschaften der Europa-Division 1 1999 und 2000 und der Division II 2001 sowie der U20-C-Weltmeisterschaft 2000, den U20-Weltmeisterschaften der Division II 2001 und 2003 und der U20-Weltmeisterschaft der Division III 2002 teil.
Für die Herren-Nationalmannschaft nahm er an den Weltmeisterschaften der Division I 2001, 2003, 2004, 2005, 2007 und 2008 sowie der Division II 2002 und 2009 teil. Zudem vertrat er seine Farben bei den Qualifikationsturnieren für die Olympischen Winterspiele 2006 in Turin und 2018 in Pyeongchang.

## Erfolge und Auszeichnungen
- 2002 Aufstieg in die Division I bei der Weltmeisterschaft der Division II, Gruppe A
- 2002 Aufstieg in die Division II bei der U20-Weltmeisterschaft der Division III
- 2003 Aufstieg in die Division I bei der U20-Weltmeisterschaft der Division II, Gruppe A
- 2004 Estnischer Meister mit dem HC Panter Tallinn
- 2009 Aufstieg in die schwedische Division 1 mit dem Nynäshamns IF